# Turgut, Seferihisar
Turgut là một xã thuộc huyện Seferihisar, tỉnh İzmir, Thổ Nhĩ Kỳ. Dân số thời điểm năm 2010 là 304 người.